# Tosc
Tosc (2275 mnm) je gora v Julijskih Alpah. Nahaja se južno od Triglava nad Krmo, Velem polju in Vojah. Najlažji dostop na goro je iz Pokljuke čez Studorski preval. Vrh Tosca je kopast, njegovo južno pobočje pa je primerno za turno smuko. Iz vrha je jasen razgled na Triglav.  
Toponim se nanaša na lokalno topografijo, saj je hrib debel in ima priostren vrh. Nastal je iz pridevniške osnove 'tolst', iz iste osnove pa izvira tudi oronim Toško čelo. Toponim 'Tolsti vrh' (ali 'Tolsti Vrh') se kot zemljepisno ime pojavlja na več mestih v Sloveniji, pojavlja pa se tudi kot andronim (Tovšak).